# Margarita Lozano
Margarita Lozano (* 14. Februar 1931 in Tétouan; † 7. Februar 2022 in Lorca) war eine spanische Schauspielerin, die durch ihre Rollen in italienischen Filmproduktionen wie Für eine Handvoll Dollar bekannt wurde.

## Leben
Margarita Lozano wurde 1931 im damals noch zu Spanisch-Marokko gehörenden Tétouan geboren. Ihre erste kleinere Rolle als Schauspielerin erhielt sie 1953 in dem spanischen Film Hermano menor. Sie spielte noch in mehreren weiteren spanischen Filmproduktionen mit, darunter 1961 als Haushälterin Ramona in Luis Buñuels Viridiana.
1963 wechselte Lozano vom spanischen zum italienischen Film. Ihre erste Rolle dort spielte sie 1963 in Il peccato. In den folgenden vierzig Jahren war sie in mehr als zwanzig italienischen Filmproduktionen zu sehen. Ihre wohl bekannteste Rolle spielte Lozano 1964 als Consuelo Baxter, die im späteren Verlauf des Films ermordete Anführerin eines Familienclans in dem Western Für eine Handvoll Dollar mit Clint Eastwood in der Hauptrolle. In dem 1969 erschienenen italienisch-französischen Drama Ein heißer November war sie als Amalia zu sehen.
Zu Lozanos späteren Rollen gehörte die der Mariagrazia in der Literaturverfilmung Kaos im Jahr 1984 sowie die der Baptistine in der französischen Produktion Jean Florette von 1986. Im selben Jahr war sie in einer Hauptrolle als Eleanora Moro, die Frau von Aldo Moro, in Die Affäre Aldo Moro zu sehen. 2006 beendete Lozano ihre Schauspielkarriere im Alter von 75 Jahren.
Im Mai 2015 erhielt Margarita Lozano die Ehrendoktorwürde der Universität Murcia. 2018 wurde sie für ihre künstlerischen Leistungen mit der staatlichen Auszeichnung Medalla de Oro al mérito en las Bellas Artes für Kulturschaffende geehrt. Lozano lebte auf einer Plantage in Bagnaia. Sie starb im Februar 2022, eine Woche vor ihrem 91. Geburtstag.

## Filmografie (Auswahl)
- 1953: Hermano menor
- 1959: Diego, der Geächtete (Diego Corrientes)
- 1961: Viridiana
- 1964: Für eine Handvoll Dollar (Per un pugno di dollari)
- 1967: Die schmutzigen Dreizehn (15 forche per un assassino)
- 1968: Die Mafia-Story (Sequestra di persona)
- 1969: Die Axt (Baltagul)
- 1969: Ein heißer November (Un bellissimo novembre)
- 1969: Die Nonne von Monza (La monaca di Monza)
- 1969: Der Schweinestall (Porcile)
- 1982: Die Nacht von San Lorenzo (La Notte di San Lorenzo)
- 1984: Kaos
- 1985: Die Messe ist aus (La messa è finita)
- 1986: Die Hälfte des Himmels (La mitad del cielo)
- 1986: Manons Rache (Manon des Sources)
- 1986: Die Affäre Aldo Moro (Il caso Moro)
- 1986: La mitad del cielo
- 1987: Good Morning, Babylon (Good Morning, Babylonia)
- 1987: Blaubart und seine Kinder (Barbablù, Barbablù)
- 1988: Federico Garcia Lorca – Der Tod eines Dichters (Lorca, muerte de un poeta; Fernseh-Mehrteiler)
- 1988: Ein Sommer mit Vergangenheit (Diventerò padre)
- 1990: Nachtsonne (Il sole anche di notte)
- 1991: Mima